# Atletisme als Jocs Olímpics d'Estiu de 1924 - 3.000 metres per equips masculins
Els 3.000 metres per equips masculins va ser una de les proves del programa d'atletisme disputades durant els Jocs Olímpics de París de 1924. La prova es va disputar l'11 i 13 de juliol de 1924 i hi van prendre part 44 atletes de 9 nacions diferents.

## Medallistes
| Or                                               | Plata                                                          | Bronze                                                    |
| FinlàndiaPaavo Nurmi · Ville Ritola · Elias Katz | Regne UnitBernhard McDonald · Herbert Johnston · George Webber | Estats UnitsEdward Kirby · William Cox · Willard Tibbetts |

## Resultats

### Semifinals
Les dues semifinals es van disputar el divendres 11 de juliol de 1924. Els dos millors equips de cadascuna d'elles passava a la final.
Semifinal 1
Resultat per equis
| Posició | Equip      | Puntuacuió | Puntuacuió | Puntuacuió | Puntuacuió | Qual. |
| Posició | Equip      | 1          | 2          | 3          | Total      | Qual. |
| ------- | ---------- | ---------- | ---------- | ---------- | ---------- | ----- |
| 1       | Finlàndia  | 1          | 2          | 3          | 6          | Q     |
| 2       | Regne Unit | 4          | 5          | 6          | 15         | Q     |
| 3       | Noruega    | 8          | 9          | 10         | 27         |       |
| 4       | Itàlia     | 7          | 11         | 13         | 31         |       |
| 5       | Polònia    | 12         | 14         | 15         | 41         |       |

Resultat individual
| Posició | Atleta                    | Puntuació |
| ------- | ------------------------- | --------- |
| 1       | Paavo Nurmi (FIN)         | 1         |
| 2       | Ville Ritola (FIN)        | 2         |
| 3       | Sameli Tala (FIN)         | 3         |
| 4       | Walter Porter (GBR)       | 4         |
| 5       | Herbert Johnston (GBR)    | 5         |
| 6       | Bertram Macdonald (GBR)   | 6         |
| 7       | Angelo Davoli (ITA)       | 7         |
| 8       | Hans Gundhus (NOR)        | 8         |
| 9       | William Seagrove (GBR)    | —         |
| 10      | Nils Andersen (NOR)       | 9         |
| 11      | Haakon Jansen (NOR)       | 10        |
| 12      | Frej Liewendahl (FIN)     | —         |
| 13      | Elias Katz (FIN)          | —         |
| 14      | Ferruccio Bruni (ITA)     | 11        |
| 15      | Johan Badendyck (NOR)     | —         |
| 16      | Stanisław Ziffer (POL)    | 12        |
| 17      | Giovanni Garaventa (ITA)  | 13        |
| 18      | Julian Łukaszewicz (POL)  | 14        |
| 19      | Stefan Szelestowski (POL) | 15        |
| —       | Eino Seppälä (FIN)        | DNF       |
| —       | Arthur Clark (GBR)        | DNF       |
| —       | George Webber (GBR)       | DNF       |
| —       | Ernesto Ambrosini (ITA)   | DNF       |

Semifinal 2
Resultat per equis
| Posició | Equip        | Puntuacuió | Puntuacuió | Puntuacuió | Puntuacuió | Qual. |
| Posició | Equip        | 1          | 2          | 3          | Total      | Qual. |
| ------- | ------------ | ---------- | ---------- | ---------- | ---------- | ----- |
| 1       | Estats Units | 2          | 3          | 4          | 9          | Q     |
| 2       | França       | 5          | 6          | 7          | 18         | Q     |
| 3       | Suècia       | 1          | 8          | 12         | 21         |       |
| 4       | Espanya      | 9          | 10         | 11         | 30         |       |

Resultat individual
| Posició | Atleta                   | Puntuació |
| ------- | ------------------------ | --------- |
| 1       | Edvin Wide (SWE)         | 1         |
| 2       | William Cox (EUA)        | 2         |
| 3       | Edward Kirby (EUA)       | 3         |
| 4       | Willard Tibbetts (EUA)   | 4         |
| 5       | Paul Bontemps (FRA)      | 5         |
| 6       | Lucien Duquesne (FRA)    | 6         |
| 7       | Camille Barbaud (FRA)    | 7         |
| 8       | James Connolly (EUA)     | —         |
| 9       | Axel Eriksson (SWE)      | 8         |
| 10      | Armand Burtin (FRA)      | —         |
| 11      | Joie Ray (EUA)           | —         |
| 12      | Jesús Diéguez (ESP)      | 9         |
| 13      | José Andía (ESP)         | 10        |
| 14      | Léonard Mascaux (FRA)    | —         |
| 15      | Fabián Velasco (ESP)     | 11        |
| 16      | Jean Keller (FRA)        | —         |
| 17      | Miquel Palau (ESP)       | —         |
| 18      | Joaquim Miquel (ESP)     | —         |
| 19      | Sven Emil Lundgren (SWE) | 12        |
| 20      | Leo Larrivee (EUA)       | —         |
| 21      | Stig Reuterswärd (SWE)   | —         |

### Final
La final es va disputar el diumenge 13 de juliol de 1924.
Resultat per equis
| Posició | Equip        | Puntuacuió | Puntuacuió | Puntuacuió | Puntuacuió | Qual. |
| Posició | Equip        | 1          | 2          | 3          | Total      | Qual. |
| ------- | ------------ | ---------- | ---------- | ---------- | ---------- | ----- |
| 1       | Finlàndia    | 1          | 2          | 5          | 8          |       |
| 2       | Regne Unit   | 3          | 4          | 7          | 14         |       |
| 3       | Estats Units | 6          | 8          | 11         | 25         |       |
| 4       | França       | 9          | 10         | 12         | 31         |       |

Resultat individual
| Posició | Atleta                  | Puntuació |
| ------- | ----------------------- | --------- |
| 1       | Paavo Nurmi (FIN)       | 1         |
| 2       | Ville Ritola (FIN)      | 2         |
| 3       | Bertram Macdonald (GBR) | 3         |
| 4       | Herbert Johnston (GBR)  | 4         |
| 5       | Elias Katz (FIN)        | 5         |
| 6       | Edward Kirby (EUA)      | 6         |
| 7       | George Webber (GBR)     | 7         |
| 8       | William Cox (EUA)       | 8         |
| 9       | Paul Bontemps (FRA)     | 9         |
| 10      | Walter Porter (GBR)     | —         |
| 11      | Armand Burtin (FRA)     | 10        |
| 12      | Willard Tibbetts (EUA)  | 11        |
| 13      | Sameli Tala (FIN)       | —         |
| 14      | Arthur Clark (GBR)      | —         |
| 15      | Léonard Mascaux (FRA)   | 12        |
| 16      | William Seagrove (GBR)  | —         |
| 17      | Leo Larrivee (EUA)      | —         |
| 18      | Joie Ray (EUA)          | —         |
| 19      | Camille Barbaud (FRA)   | —         |
| —       | Frej Liewendahl (FIN)   | DNF       |
| —       | James Connolly (EUA)    | DNF       |
| —       | Jean Keller (FRA)       | DNF       |
| —       | Lucien Duquesne (FRA)   | DNF       |